# Cúp FA Hàn Quốc 1997
Cúp FA Hàn Quốc 1997 là mùa giải thứ hai của Cúp FA Hàn Quốc.

## Kết quả

### Vòng Một
| Cheonan Ilhwa Chunma                          | 2 – 0 | Đại học Ajou |
| --------------------------------------------- | ----- | ------------ |
| Shin Tae-Yong 25' (ph.đ.) · Lee Sang-Yoon 28' |       |              |

| Anyang LG Cheetahs                               | 3 – 2 | Sangmu                               |
| ------------------------------------------------ | ----- | ------------------------------------ |
| Oleg 31' (ph.đ.) · Victor 71' · Seo Jung-Won 90' |       | Park Nam-Yeol 7' · Choi Moon-Sik 52' |

| Chunnam Dragons              | 2 – 0 | Đại học Ulsan |
| ---------------------------- | ----- | ------------- |
| Roh Sang-Rae 3', 57' (ph.đ.) |       |               |

| Pusan Daewoo Royals | 1 – 2 | Housing & Commercial Bank           |
| ------------------- | ----- | ----------------------------------- |
| Manić 73' (ph.đ.)   |       | Lee Soo-Jae 49' · Lee Jong-Joo 114' |

### Vòng 16 đội
| Bucheon SK                          | 2 – 1 | Industrial Bank of Korea |
| ----------------------------------- | ----- | ------------------------ |
| Yoo Jae-Doo 53' (l.n.) · Mikael 54' |       | Choi Dong-Sik 70'        |

| Suwon Samsung Bluewings       | 2 – 1 | Hanil Bank        |
| ----------------------------- | ----- | ----------------- |
| Denis 58' · Lee Jin-Haeng 76' |       | Choi Sun-Geol 41' |

| Pohang Steelers | 2 – 1 | Đại học Yonsei    |
| --------------- | ----- | ----------------- |
| Tomou 18', 81'  |       | Jung Sang-Nam 65' |

| Ulsan Hyundai Horangi                   | 3 – 1 | E-Land           |
| --------------------------------------- | ----- | ---------------- |
| Kim Hyun-Seok 47', 77' · Kim Ki-Nam 89' |       | Kang Sung-Ho 67' |

| Chunnam Dragons                    | 2 – 0 | Daejeon Citizen |
| ---------------------------------- | ----- | --------------- |
| Kim Sang-ho 15' · Roh Sang-Rae 54' |       |                 |

| Chonbuk Hyundai Dinos              | 2 – 3 (h.p) | Cheonan Ilhwa Chunma                                   |
| ---------------------------------- | ----------- | ------------------------------------------------------ |
| Kim Do-Hoon 13' · Lee Tae-Hoon 88' |             | Shin Tae-Yong 8' · Kim Yi-Ju 24' · Park Kwang-Hyun 98' |

| Housing & Commercial Bank                                | 3 – 2 | Đại học Chungang      |
| -------------------------------------------------------- | ----- | --------------------- |
| Choi Eun-Seok 41' · Lee Jong-Joo 56' · Seo Kang-Woon 74' |       | Jang Ki-Bong 22', 39' |

| Anyang LG Cheetahs                              | 3 – 2 | Đại học Hàn Quốc                       |
| ----------------------------------------------- | ----- | -------------------------------------- |
| Oleg 13' · Lee Won-Joon 23' · Kim Jong-Yeon 83' |       | Lee Jung-Min 29' · Park Kyung-Hwan 49' |

### Tứ kết
| Pohang Steelers                                                                            | 7 – 0 | Housing & Commercial Bank |
| ------------------------------------------------------------------------------------------ | ----- | ------------------------- |
| Park Ji-Ho 15', 28' · Park Tae-Ha 59' · Tomou · Sander · Jang Young-Hoon · Park Young-Seob |       |                           |

| Cheonan Ilhwa Chunma | 1 – 0 | Ulsan Hyundai Horangi |
| -------------------- | ----- | --------------------- |
| Kim Yi-Ju 52'        |       |                       |

| Bucheon SK                      | 2 – 3 | Chunnam Dragons                                   |
| ------------------------------- | ----- | ------------------------------------------------- |
| Park Sung-Cheol 32' · Boris 49' |       | Skachenko 4' · Lim Jae-Sun 27' · Roh Sang-Rae 77' |

| Anyang LG Cheetahs                  | 2 – 2 (h.p) | Suwon Samsung Bluewings |
| ----------------------------------- | ----------- | ----------------------- |
| Seo Jung-Won 1' · Kim Jong-Yeon 56' |             | Cho Hyun-Doo · Olăroiu  |
| Loạt sút luân lưu                   |             |                         |
|                                     | 3 – 2       |                         |

### Bán kết
| Pohang Steelers | 0 – 1 | Cheonan Ilhwa Chunma |
| --------------- | ----- | -------------------- |
|                 |       | Shin Tae-Yong 63'    |

| Chunnam Dragons                                     | 4 – 3 (h.p) | Anyang LG Cheetahs                  |
| --------------------------------------------------- | ----------- | ----------------------------------- |
| Skachenko 18', 60' · Roh Sang-Rae 26' · Maciel 109' |             | ? 1st half' · Seo Jung-Won 78', 83' |

### Chung kết
| Chunnam Dragons  | 1 – 0 | Cheonan Ilhwa Chunma |
| ---------------- | ----- | -------------------- |
| Roh Sang-Rae 67' |       |                      |

| Cúp FA Hàn Quốc Đội vô địch 1997   |
| ---------------------------------- |
| Chunnam Dragons Danh hiệu đầu tiên |

## Giải thưởng
- Cầu thủ xuất sắc nhất giải đấu: Kim Jung-Hyuk (Chunnam Dragons)
- Vua phá lưới: Roh Sang-Rae (6 bàn) (Chunnam Dragons)